# الكدحة (عبس)

تعديل مصدري - تعديل

الكدحة هي إحدى قرى عزلة الوسط بمديرية عبس التابعة لمحافظة حجة، بلغ تعداد سكانها 168 نسمة حسب تعداد اليمن لعام 2004.